# Boleboř
Boleboř är en ort i Tjeckien.   Den ligger i regionen Ústí nad Labem, i den nordvästra delen av landet, 90 km nordväst om huvudstaden Prag. Boleboř ligger 622 meter över havet och antalet invånare är 197.
Terrängen runt Boleboř är kuperad. Runt Boleboř är det tätbefolkat, med 636 invånare per kvadratkilometer. Närmaste större samhälle är Most, 16,3 km öster om Boleboř. Runt Boleboř är det i huvudsak tätbebyggt.